# Йохан II Бернули
Вижте пояснителната страница за други личности с името Бернули.
Йохан II Бернули (на немски: Johann II Bernoulli) е швейцарски математик, член на династията Бернули, брат на Даниел и Николас II Бернули.

## Биография
Роден е на 28 май 1710 година в Базел, Швейцария. Става професор по реторика, а по-късно и по математика в Базелския университет, като наследява мястото на баща си Йохан Бернули.
Умира на 17 юли 1790 година в Базел на 80-годишна възраст.